# Karlsruher SC
Karlsruher SC is een Duitse voetbalclub uit Karlsruhe. De club werd op 6 juni 1894 opgericht.

## Geschiedenis
In de beginjaren ging de club als Phönix Karlsruhe door het leven en won zo in 1909 de landstitel.
Op 16 oktober 1952 fuseerde Phönix met VfB Mühlburg dat zelf ook al een fusie was met VfB Karlsruhe sinds 1933. De club nam zijn huidige naam Karlsruher Sport Club von 1894 Mühlburg-Phönix e.V aan, meestal wordt deze gewoon afgekort naar Karlsruher SC. De club werd al snel een van de sterkste in de Oberliga Süd (tot 1962 werd het Duitse kampioenschap regionaal beslist). In 1956 kwamen ze voor het eerst sinds 1909 weer dicht bij de landstitel maar Karlsruhe verloor de finale van Borussia Dortmund met 2-4.
In 1963 was de club een van de 16 grondleggers van de Bundesliga. Helaas moest de club nu vechten tegen de degradatie en in 1965 leek deze onvermijdelijk, maar doordat de Bundesliga uitbreidde naar 18 clubs kon KSC blijven. In 1968 volgde dan toch de degradatie, waarna ze enkele jaren later weer terugkwamen.
Winfried Schäfer werd trainer in 1986 en luidde de 10 succesvolste jaren van de club in. In 1993 eindigde de club 6de waardoor ze konden deelnemen aan de UEFA Cup, in de 2de ronde verloren ze met 1-3 van Valencia CF maar de terugwedstrijd wonnen ze met 7-0. Dit is nog steeds een hoogtepunt in de geschiedenis van de club. Ze schakelden ook nog PSV Eindhoven, Boavista Porto en Girondins de Bordeaux uit alvorens in de halve finale te struikelen over Austria Salzburg, ondanks 2 gelijke spellen ging Salzburg door op grond van meer goals op verplaatsing. In het seizoen 1996/97 en 1997/98 nam de club nog deel aan de UEFA cup.
In 1998 werd Schäfer na 12 seizoenen ontslagen en nog hetzelfde jaar degradeerde de club. Na een desastreus seizoen ging de club zelfs naar 3de klasse in 2000. Het team werd heropgebouwd en keerde terug naar de 2de klasse.

## Heden
KSC verzekerde zich op 29 april 2007 van promotie naar de Bundesliga voor het seizoen 2007/2008 na de 1-0-overwinning op SpVgg Unterhaching. Het elftal uit Karlsruhe heeft het gehele seizoen de Zweite Bundesliga gedomineerd. Ze speelden 14 wedstrijden (9 overwinningen, 5 gelijke spelen) voor dat ze hun eerste nederlaag incaseerden. Dit gebeurde tegen Erzgebirge Aue. In de winterstop stond het team van Edmund Becker bovenaan. Ze werden gevolgd door Hansa Rostock. Ze zijn het eerste team in de Zweite Bundesliga, dat het gehele seizoen aan kop gestaan heeft. Het seizoen bij de top begon goed en in het begin leek het zelfs alsof de club Europees voetbal zou kunnen halen, maar de club verloor zijn vorm zakte terug naar de elfde plaats. In 2009 degradeerde de club. In 2012 zakte de club verder weg; In twee promotie-/degradatie-wedstrijden verloor KSC van Jahn Regensburg en zakte naar de 3. Liga. Hier werd de club meteen kampioen en promoveerde zo weer terug naar de 2. Bundesliga. Na een vijfde plaats werd de club in 2015 derde en maakte zo weer kans op promotie, maar verloor in de eindronde van HSV. Na nog een zevende plaats volgde een nieuwe degradatie in 2017. Het seizoen erna lukte het KSC bijna om meteen terug te keren in de 2. Bundesliga. In de "Relegationsspiele" was Erzgebirge Aue net even sterker. Maar na de 2e plaats in seizoen 2018/19 promoveerde KSC alsnog terug naar de 2. Bundesliga. Waar het sindsdien actief is als middenmotor van de competitie.

## Erelijst
Nationaal
- Duits landskampioenschap: 1909
- Süddeutsche Meisterschaft: 1909, 1956, 1958, 1960, 1975
- Südkreis-Liga: 1909
- Bezirksliga Württemberg-Baden: 1933
- Oberliga Süd: 1956, 1958, 1960
- 2. Bundesliga: 1984, 2007
- 2. Bundesliga Süd: 1975
- Regionalliga Süd: 1969, 2001
- 3. Liga: 2013
- DFB-Pokal: 1955, 1956
- BFV-Pokal: 2013, 2018, 2019

Internationaal
- UEFA Intertoto Cup: 1996

## Overzichtslijsten
| Niveau | Aantal | Periode (1952-2026)                                                                               |
| ------ | ------ | ------------------------------------------------------------------------------------------------- |
| I      | 35     | 1952-1968, 1975-1977, 1980-1983, 1984-1985, 1987-1998, 2007-2009                                  |
| II     | 35     | 1968-1975, 1977-1980, 1983-1984, 1985-1987, 1998-2000, 2001-2007, 2009-2012, 2013-2017, 2019-.... |
| III    | 4      | 2000-2001, 2012-2013, 2017-2019                                                                   |

### Eindklasseringen vanaf 1964 (grafisch)
- 1964 13e
Bundesliga
- 1965 15e
Bundesliga
- 1966 16e
Bundesliga
- 1967 13e
Bundesliga
- 1968 18e
Bundesliga
- 1969 1e
Regionalliga
- 1970 2e
Regionalliga
- 1971 2e
Regionalliga
- 1972 5e
Regionalliga
- 1973 2e
Regionalliga
- 1974 8e
Regionalliga
- 1975 1e
2. Bundesliga
- 1976 15e
Bundesliga
- 1977 16e
Bundesliga
- 1978 7e
2. Bundesliga
- 1979 5e
2. Bundesliga
- 1980 2e
2. Bundesliga
- 1981 10e
Bundesliga
- 1982 14e
Bundesliga
- 1983 17e
Bundesliga
- 1984 1e
2. Bundesliga
- 1985 17e
Bundesliga
- 1986 7e
2. Bundesliga
- 1987 2e
2. Bundesliga
- 1988 15e
Bundesliga
- 1989 11e
Bundesliga
- 1990 10e
Bundesliga
- 1991 13e
Bundesliga
- 1992 8e
Bundesliga
- 1993 6e
Bundesliga
- 1994 6e
Bundesliga
- 1995 8e
Bundesliga
- 1996 7e
Bundesliga
- 1997 6e
Bundesliga
- 1998 16e
Bundesliga
- 1999 5e
2. Bundesliga
- 2000 17e
2. Bundesliga
- 2001 1e
Regionalliga
- 2002 13e
2. Bundesliga
- 2003 13e
2. Bundesliga
- 2004 14e
2. Bundesliga
- 2005 14e
2. Bundesliga
- 2006 5e
2. Bundesliga
- 2007 1e
2. Bundesliga
- 2008 11e
Bundesliga
- 2009 17e
Bundesliga
- 2010 10e
2. Bundesliga
- 2011 15e
2. Bundesliga
- 2012 16e
2. Bundesliga
- 2013 1e
3. Liga
- 2014 5e
2. Bundesliga
- 2015 3e
2. Bundesliga
- 2016 7e
2. Bundesliga
- 2017 18e
2. Bundesliga
- 2018 3e
3. Liga
- 2019 2e
3. Liga
- 2020 15e
2. Bundesliga
- 2021 6e
2. Bundesliga
- 2022 12e
2. Bundesliga
- 2023 7e
2. Bundesliga
- 2024 5e
2. Bundesliga
- 2025 8e
2. Bundesliga

- Niveau 1
- Niveau 2
- Niveau 3

| Legenda niveautijdlijn | Legenda niveautijdlijn      | Legenda niveautijdlijn      | Legenda niveautijdlijn      | Legenda niveautijdlijn    | Legenda niveautijdlijn |
| Liga                   | Seizoen 1963/64 t/m 1973/74 | Seizoen 1974/75 t/m 1993/94 | Seizoen 1994/95 t/m 2007/08 | Seizoen 2008/09 tot heden | Opmerking              |
| ---------------------- | --------------------------- | --------------------------- | --------------------------- | ------------------------- | ---------------------- |
| Bundesliga             | Niveau I                    | Niveau I                    | Niveau I                    | Niveau I                  |                        |
| 2. Bundesliga          | --                          | Niveau II                   | Niveau II                   | Niveau II                 |                        |
| 3. Liga                | --                          | --                          | --                          | Niveau III                |                        |
| Regionalliga           | Niveau II                   | --                          | Niveau III                  | Niveau IV                 |                        |
| Oberliga               | --                          | Niveau III *                | Niveau IV                   | Niveau V                  | * vanaf 1978/79        |

### Seizoensresultaten
| Seizoen   | Pos. | Niv. | Divisie       | Duels | Winst | Gelijk | Verlies | Doelsaldo | Punten | Tsch   | DFB-Pokal   |
| --------- | ---- | ---- | ------------- | ----- | ----- | ------ | ------- | --------- | ------ | ------ | ----------- |
| 2015–2016 | 7    | II   | 2. Bundesliga | 34    | 12    | 11     | 11      | 35–37     | 47     | 16.019 | 1e ronde    |
| 2016–2017 | 18   | II   | 2. Bundesliga | 34    | 5     | 10     | 19      | 27–56     | 25     | 13.855 | 1e ronde    |
| 2017–2018 | 3    | III  | 3. Liga       | 38    | 19    | 12     | 7       | 49–29     | 69     | 11.663 | 1e ronde    |
| 2018–2019 | 2    | III  | 3. Liga       | 38    | 20    | 11     | 7       | 64-38     | 71     | 13.204 | 1e ronde    |
| 2019–2020 | 15   | II   | 2. Bundesliga | 34    | 8     | 13     | 13      | 45-56     | 37     | 9.224  | 8e finale   |
| 2020–2021 | 6    | II   | 2. Bundesliga | 34    | 14    | 10     | 10      | 51-44     | 52     | --     | 1e ronde    |
| 2021–2022 | 12   | II   | 2. Bundesliga | 34    | 9     | 14     | 11      | 54-55     | 41     | 11.591 | kwartfinale |
| 2022–2023 | 7    | II   | 2. Bundesliga | 34    | 13    | 7      | 14      | 56-53     | 46     | 18.683 | 2e ronde    |
| 2023–2024 | 5    | II   | 2. Bundesliga | 34    | 15    | 10     | 9       | 68-48     | 55     | 27.152 | 1e ronde    |
| 2024–2025 | 8    | II   | 2. Bundesliga | 34    | 14    | 10     | 10      | 57-55     | 52     | 29.492 | 8e finale   |

## Karlsruher SC in Europa
Uitslagen vanuit gezichtspunt Karlsruher SC
| Seizoen                                                     | Competitie    | Ronde   | Land                          | Club                     | Totaalscore  | 1e W       | 2e W       | PUC  |
| ----------------------------------------------------------- | ------------- | ------- | ----------------------------- | ------------------------ | ------------ | ---------- | ---------- | ---- |
| 1993/94                                                     | UEFA Cup      | 1R      | Vlag van Nederland            | PSV Eindhoven            | 2-1          | 2-1 (T)    | 0-0 (U)    | 14.0 |
|                                                             |               | 2R      | Vlag van Spanje               | Valencia CF              | 8-3          | 1-3 (U)    | 7-0 (T)    | 14.0 |
|                                                             |               | 1/8     | Vlag van Frankrijk            | Girondins Bordeaux       | 3-1          | 0-1 (U)    | 3-0 (T)    | 14.0 |
|                                                             |               | 1/4     | Vlag van Portugal             | Boavista FC              | 2-1          | 1-1 (U)    | 1-0 (T)    | 14.0 |
|                                                             |               | 1/2     | Vlag van Oostenrijk           | Austria Salzburg         | 1-1 u        | 0-0 (U)    | 1-1 (T)    | 14.0 |
| 1995                                                        | Intertoto Cup | Groep 1 | Vlag van Engeland             | Sheffield Wednesday FC   | 1-1          | 1-1 (T)    |            | 0.0  |
|                                                             |               | Groep 1 | Vlag van Zwitserland          | FC Basel                 | 3-2          | 3-2 (U)    |            | 0.0  |
|                                                             |               | Groep 1 | Vlag van Denemarken           | Aarhus GF                | 3-0          | 3-0 (T)    |            | 0.0  |
|                                                             |               | Groep 1 | Vlag van Polen                | Górnik Zabrze            | 6-1          | 6-1 (U)    |            | 0.0  |
|                                                             |               | 1/8     | Vlag van Zwitserland          | FC Aarau                 | 2-1          | 2-1 nv (U) |            | 0.0  |
|                                                             |               | 1/4     | Vlag van Turkije              | Bursaspor                | 3-3 (6-5 ns) | 3-3 (U)    |            | 0.0  |
|                                                             |               | 1/2     | Vlag van Frankrijk            | Girondins Bordeaux       | 2-4          | 0-2 (T)    | 2-2 (U)    | 0.0  |
| 1996                                                        | Intertoto Cup | Groep 9 | Vlag van Roemenië             | CS Universitatea Craiova | 1-0          | 1-0 (T)    |            | 0.0  |
|                                                             |               | Groep 9 | Vlag van Slowakije            | Spartak Trnava           | 1-1          | 1-1 (U)    |            | 0.0  |
|                                                             |               | Groep 9 | Vlag van Letland              | Daugava Riga             | 2-1          | 2-1 (U)    |            | 0.0  |
|                                                             |               | Groep 9 | Vlag van Servië en Montenegro | Cukaricki Belgrado       | 3-0          | 3-0 (T)    |            | 0.0  |
|                                                             |               | 1/2     | Vlag van België               | Lierse SK                | 5-2          | 3-2 (U)    | 2-0 (T)    | 0.0  |
|                                                             |               | F       | Vlag van België               | Standard Luik            | 3-2          | 0-1 (U)    | 3-1 (T)    | 0.0  |
| 1996/97                                                     | UEFA Cup      | 1R      | Vlag van Roemenië             | Rapid Boekarest          | 4-2          | 0-1 (U)    | 4-1 (T)    | 6.0  |
|                                                             |               | 2R      | Vlag van Italië               | AS Roma                  | 4-2          | 3-0 (T)    | 1-2 (U)    | 6.0  |
|                                                             |               | 1/8     | Vlag van Denemarken           | Brøndby IF               | 3-6          | 3-1 (U)    | 0-5 (T)    | 6.0  |
| 1997/98                                                     | UEFA Cup      | 1R      | Vlag van Cyprus               | Anorthosis Famagusta     | 3-2          | 2-1 (T)    | 1-1 (U)    | 7.0  |
|                                                             |               | 2R      | Vlag van Frankrijk            | FC Metz                  | 3-1          | 2-0 (U)    | 1-1 (T)    | 7.0  |
|                                                             |               | 1/8     | Vlag van Rusland              | Spartak Moskou           | 0-1          | 0-0 (T)    | 0-1 nv (U) | 7.0  |
| Totaal aantal behaalde punten voor UEFA coëfficiënten: 27.0 |               |         |                               |                          |              |            |            |      |

Zie ook
- Deelnemers UEFA-toernooien Duitsland
- Ranglijst van alle clubs die in de diverse Europa Cups zijn uitgekomen

## Link met Belgische club Lierse
Jaarlijks woont een delegatie Karlsruher-fan's, meer bepaald supportersclub "Remchinger Jungs", een voetbalmatch bij van Lierse. Deze traditie dateert terug tot 1995.

## Spelers records
Top-5 meest gespeelde wedstrijden
| Nr. | Land      | Naam             | Positie      | Periode               | Aantal |
| --- | --------- | ---------------- | ------------ | --------------------- | ------ |
| 1.  | Duitsland | Michael Harforth | Middenvelder | 1977-1982 / 1983-1992 | 396    |
| 2.  | Duitsland | Gunther Metz     | Verdediger   | 1987-1999             | 358    |
| 3.  | Duitsland | Emanuel Günther  | Aanvaller    | 1977-1978 / 1979-1987 | 342    |
| 4.  | Duitsland | Rudolf Wimmer    | Doelman      | 1969-1983             | 335    |
| 5.  | Duitsland | Lars Schmidt     | Middenvelder | 1985-1995             | 301    |
| 6.  | Duitsland | Marvin Wanitzek  | Middenvelder | 2017-heden            | 298    |

Top-5 Doelpuntenmakers
| Nr. | Land      | Naam              | Periode               | Aantal |
| --- | --------- | ----------------- | --------------------- | ------ |
| 1.  | Duitsland | Emanuel Günther   | 1977-1978 / 1979-1987 | 143    |
| 2.  | Duitsland | Heinz Beck†       | 1952-1961             | 122    |
| 3.  | Duitsland | Ernst Kunkel†     | 1952-1961             | 90     |
| 4.  | Duitsland | Rainer Schütterle | 1989-1994 / 1999-2000 | 77     |
| 5.  | Duitsland | Marvin Wanitzek   | 2017-heden            | 71     |

stand: 02-08-2025

## Bekende (ex-)spelers
- Serhat Akın
- Slaven Bilić
- Marco Engelhardt
- Martin Fabuš
- Thomas Häßler
- Oliver Kahn
- Aleksander Iasjvili
- Edmond Kapllani
- Joshua Kennedy
- Jens Nowotny
- Gunther Schepens
- Mehmet Scholl
- Lars Stindl
- Hakan Çalhanoğlu